# Goler-T.-Butcher-Medaille
Die Goler-T.-Butcher-Medaille ist eine von der Amerikanischen Gesellschaft für internationales Recht (ASIL) in Erinnerung an Goler Teal Butcher verliehene Auszeichnung, mit der eine herausragende Persönlichkeit amerikanischer oder anderer Nationalität für „Exzellenz im Bereich der Menschenrechte“, insbesondere für Beiträge zu deren Weiterentwicklung oder deren effektiver Umsetzung, gewürdigt werden soll.
Sie wurde nach dem Tod von Goler Teal Butcher im Jahr 1993 gestiftet und vier Jahre später erstmals verliehen. Im Regelfall werden die Empfänger für ihr Lebenswerk beziehungsweise ihr Wirken über ihre gesamte Karriere ausgezeichnet, in Ausnahmefällen kann die Medaille jedoch auch für herausragende Aktivitäten in einem kürzeren Zeitraum vergeben werden. Die Verleihung erfolgt ohne festen Turnus, die Auswahl mehrerer Empfänger im gleichen Jahr ist möglich.

## Preisträger
- 1997: Thomas Buergenthal
- 1998: Gabrielle Kirk McDonald
- 1999: Baltasar Garzón
- 2000: Radhika Coomaraswamy
- 2001: Louis Henkin
- 2002: Sonia Picado Sotela
- 2003: Olara A. Otunnu
- 2004: Carla Del Ponte
- 2005: Pieter Kooijmans, Nigel Rodley und Theodoor Cornelis van Boven
- 2006: Hilary Charlesworth und Christine Chinkin
- 2007: Antônio Augusto Cançado Trindade und José Miguel Vivanco
- 2008: Virginia Leary
- 2009: Monica Pinto
- 2010: Juan Ernesto Méndez
- 2011: Gay McDougall
- 2012: Asma Jahangir
- 2013: Dinah Shelton
- 2014: M. Cherif Bassiouni
- 2015: Iris Yassmin Barrios Aguilar
- 2016: James Anaya
- 2017: Patricia M. Wald
- 2018: Rosalie Silberman Abella
- 2019: Zeid Ra’ad Al Hussein
- 2020: Claudio Grossman
- 2021: Louise Arbour
- 2022: Chile Eboe-Osuji
- 2023: Patricia Viseur Sellers
- 2024: Roya Boroumand
- 2025: Leila N. Sadat